# Étienne Lesage
Pour les articles homonymes, voir Lesage et Le Sage.
Étienne Lesage, né le 7 juin 1815 à Suippes et mort le 29 septembre 1868 à Reims, est l’un des fondateurs des Établissements économiques des sociétés mutuelles de la ville de Reims, précurseurs des établissements à succursales.

## Biographie
Étienne Lesage est né le 7 juin 1815 à Suippes.
Il était ouvrier tisseur à Reims.
Il épouse Francine Cliquot (1823-1883) le ?.
Il est le fondateur de la Société mutuelle de prévoyance pour la retraite dont il assure la présidence.
En 1852, il fonde les Établissements économiques des Sociétés de secours mutuels de la ville de Reims.
Il meurt le 29 septembre 1868 à Reims. Il reposait avec son épouse Francine Cliquot (1823-1883) au Cimetière du Sud de Reims.

### Établissements économiques des Sociétés de secours mutuels de la ville de Reims
Les Établissements économique des Sociétés de secours mutuels de la ville de Reims deviennent en 1866 Les Établissements économiques de Reims.
Les adhérents bénéficiaient d’un affichage des prix, d’un prix d’achat réduit et de ristournes en fin d’année sur les bénéfices. Contrairement aux usages de l’époque, les achats devaient être réglés au comptant, alors qu’il était courant de faire crédit et de payer en fin de mois.
Pour se développer, cette société a du renoncer au principe coopératif en raison de l’insuffisance du nombre des adhérents.
On lui attribue l’origine du succursalisme à Reims qui repose sur la centralisation des achats pour éviter les intermédiaires et une gestion rigoureuse des stocks.
Le siège social et les entrepôts étaient situés 74 rue du Docteur Lemoine à Reims.
Ce modèle est à l’origine des établissements tels que les Docks rémois, Comptoirs Français, Goulet-Turpin.

## Hommage et postérité
L’ancienne « rue de Saint-Étienne » prend, en hommage à Étienne Lesage, la dénomination rue Lesage en 1873.